# Hornbæk Plantage
Hornbæk Plantage er en plantage beliggende mellem Hornbæk og Hellebæk-Ålsgårde i Helsingør Kommune i Nordøstsjælland. 

## Historie
Skoven blev oprettet som følge af sandflugt langs den nordøstsjællandske kyst. Allerede i 1600-tallet var der taget tiltag for at bremse sandflugten, men det var først i 1793, at udsåning af fyrretræsfrø gik i gang på et 14 ha stort areal. I løbet af de næste omkring 50 år blev det meste af den senere plantage anlagt.
Tidligere havde området været overdrev, hvor kreaturerne gik på græs. Men netop denne virksomhed bevirkede, at der blev lavet huller i den beskyttende beplantning således, at sandfygning kunne ske. Bønderne prøvede at dæmpe sandflugten med risgærder og tangdækninger, men uden held. Bøndernes afgrøder blev ødelagt, og flere bebyggelser ved stranden blev i tidens løb så berørte, at beboerne flyttede bort.
I forlængelse af udskiftningen, hvor bønderne i Nordsjælland købte deres gårde af Kronen, skete der en adskillelse mellem skovene og landbrugsjorden, og området endte som fredskov. 

## Plantevækst
Plantagen er, som skov betragtet, meget varieret, ofte med små bevoksninger af forskellige træarter.
Nord for Nordre Strandvej er det skovfyr, østrigsk fyr og bjergfyr, der dominerer.
Syd for Nordre Strandvej oven for den gamle kystskrænt er de almindeligste træarter bøg, eg, skovfyr og rødgran. Flere steder findes desuden mindre bevoksninger af lind, rødeg, robinie, ægte kastanje, poppel, skovæble, fuglekirsebær, thuja, cypres, tsuga, omorikagran og forskellige ædelgran-arter. Desuden findes en lang række skovbuske og urter. 
Anemoner har efterhånden bredt sig ind i plantagen.
Løvtræsandelen er i tidens løb øget fra tidligere ca. 10% til de nuværende ca. 55%. 

## Dyreliv
Plantagen har et rigt dyreliv. Blandt fugle kan nævnes sortspætte og ravn. Der er desuden ræv, røde egern, enkelte skovmår og en mindre bestand af rådyr.

## Kultur
På Nøddebakkerne i plantagens vestlige del er det en lokal skik, at man påskedag triller hårdkogte, malede påskeæg ned af den gamle sandklit.
I forlængelse af Sandagerhusvej og i plantagens østlige del finder man nogle smalle strimler uden træbevoksning. Her er elkablerne fra Sverigeskysten overfor ført i land. Linjerne skal altid holdes fri for træer for at forhindre dybtgående rødder i at ødelægge kablerne. På plantagens sydside går kablerne i luften igen.
Hornbæk Plantage indgår i Nationalpark Kongernes Nordsjælland.